# Hiaure
Hiaure (westfriesisch De Lytse Jouwer) ist ein kleines Dorf in der Gemeinde Noardeast-Fryslân in der niederländischen Provinz Friesland. Es befindet sich nordwestlich von Dokkum und hat 60 Einwohner (Stand: 1. Januar 2024). Das Dorf ist von Weideland umgeben und man hat eine freie Sicht auf die Umgebung. 
Hiaure ist auf einer Warft vermutlich um das Jahr 1000 entstanden. Die Einwohner von Hiaure fühlen sich besonders mit den Bewohnern von Hantum, Hantumerútbuorren und Hantumhuzen verbunden und werden deshalb oft die 4H genannt.